# Mormyrus goheeni
Mormyrus goheeni es una especie de pez elefante eléctrico en la familia Mormyridae presente en varias cuencas hidrográficas de África. Es nativa de Liberia, mientras que su sinonimia Mormyrus tapirus de acuerdo a la IUCN, está presente en Camerún, Guinea, y Sierra Leona; puede alcanzar un tamaño aproximado de 34.5 cm.
Respecto al estado de conservación, se puede indicar que de acuerdo a la IUCN, esta especie puede catalogarse en la categoría «Menos preocupante (LC)».